# Nicolas Lorgne
Nicolas Lorgne (overleden: 1284) was van 1277 tot aan zijn dood de 21ste grootmeester van de Orde van Sint-Jan van Jeruzalem. Hij volgde in 1277 Hugues de Revel op.
Onder de leiding van Nicolas Lorgne werd de laatste Johannieterburcht,  Al Marqab, succesvol verdedigd tegen de aanvallen van de Mammelukken, vaak tegen een veel grotere overmacht. Nicolas Lorgne stierf in 1284 en werd opgevolgd door Jean de Villiers.